# 透明金线鲃
透明金线鲃（学名：Sinocyclocheilus hyalinus，又譯透明金線魮，俗名透明鱼）为輻鰭魚綱鯉形目鲤科金线鲃属的其中一種鱼类，被IUCN列為次級保育類動物，分布於亞洲中國雲南省。该物种的模式产地在云南省泸西县阿庐古洞。
透明金线鲃眼睛退化，無體色及無鱗片，體長可達8.5公分，棲息在洞穴及地下河。